# Баранов, Михаил Дмитриевич
Михаи́л Дми́триевич Бара́нов (21 октября 1921 — 17 января 1943) — советский лётчик-истребитель. Герой Советского Союза (1942). За период боевых действий произвел около 200 боевых вылетов, провёл 70 воздушных боёв, сбил лично 24 самолёта противника.

## Биография
Родился в крестьянской семье в д. Горки (ныне — в Кингисеппском районе Ленинградской области). Русский. Окончил школу в 1937 году. Работал токарем на Кировском заводе, в этом же году был зачислен учлётом аэроклуба. В октябре 1938 года окончил Ленинградский центральный аэроклуб и был направлен в Чугуевскую военную школу лётчиков.
В октябре 1940 года М. Д. Баранов получил звание младшего лейтенанта и был назначен младшим лётчиком в 271-й истребительный авиационный полк Прибалтийского особого военного округа, где прослужил до мая 1941 года.
В начале Великой Отечественной войны Михаил Баранов проходил службу в составе 183-го иап Южного фронта. Командуя звеном, за первые два месяца не потерял ни одного самолёта своего звена. Такой исход боёв был в первые месяцы войны большой удачей, и за Барановым прочно закрепилось определение «сильный командир». Сильный командир был и умелым лётчиком. К концу сентября 1941 года счёт сбитых им самолётов достиг пяти.
К августу 1942 года счёт сбитых Михаилом Барановым самолётов противника превысил 20. Отличился в воздушных боях на большой излучине Дона во время Сталинградской битвы.
Указом Президиума Верховного Совета СССР «О присвоении звания Героя Советского Союза начальствующему составу авиации Красной Армии» от 12 августа 1942 года за «образцовое выполнение боевых заданий командования на фронте борьбы с немецкими захватчиками и проявленные при этом отвагу и геройство» удостоен звания Героя Советского Союза с вручением ордена Ленина и медали «Золотая Звезда».
Имя Баранова стало в те дни одним из самых популярных в 8-й воздушной армии.
Осенью 1942 для завоевания превосходства в воздухе в составе 8-й воздушной армией был создан 9-й истребительный авиационный полк, укомплектованный лучшими лётчиками армии. Одним из первых в элитную часть были направлены Михаил Баранов и его постоянный напарник И. Я. Сержантов. Командовал полком майор Лев Шестаков. Капитан Баранов был назначен его заместителем. Позднее по состоянию здоровья он был переведён на должность штурмана полка.
Несмотря на запрет на полёты по состоянию здоровья (травма ноги), 17 января 1943 гвардии капитан Баранов добился разрешения на тренировочный полёт. На высоте 3000 метров самолёт потерял управление, и знаменитый пилот погиб.
Похоронен в городе Котельниково Волгоградской области в братской могиле на гражданском кладбище. Имя Михаила Баранова значится на мемориальной доске братской могилы на привокзальной площади города Котельниково. После войны в Волгограде на Мамаевом кургане была установлена именная мемориальная плита.
Награждён орденом Ленина, 2 орденами Красного Знамени. О подвиге Героя рассказывают экспонаты Волгоградского музея обороны. Именем Баранова была названа улица в городе Котельниково. Его имя увековечено в памятном мемориале Кировского завода. В городе Сланцы Ленинградской области установлена мемориальная доска.